# HOT JAZZ ...AND LIBERTANGO 2015
『HOT JAZZ ...AND LIBERTANGO 2015』（ホット・ジャズ）は、2015年3月25日にリリースされた寺井尚子の18枚目のアルバムである。CDは通常盤に加えてSA-CD / SHM仕様も同時発売。高音質配信も行われている。

## 解説
レギュラー・グループを一新して挑んだ新作。ベテラン・ピアニストの佐山雅弘、20代の若手ホープのベースの瀬田川貴、ドラムの荒山諒、そしてパーカッションはクオシモードの松岡“matzz”高廣。
長年演奏を続けている人気楽曲と新曲で構成されている。

## 収録曲
| #         | タイトル                                    | 作詞      | 作曲                   | 時間 |
| --------- | ------------------------------------------- | --------- | ---------------------- | ---- |
| 1.        | 「クロードのタンゴ」(Tango Pour Claude)     | -         | リシャール・ガリアーノ | 6:47 |
| 2.        | 「スロー・ダンス・オブ・ラヴ」              | -         | 佐山雅弘               | 6:31 |
| 3.        | 「フラジャイル」(Fragile)                   | -         | スティング             | 6:55 |
| 4.        | 「ブルー・ボッサ」(Blue Bossa)              | -         | ケニー・ドーハム       | 6:10 |
| 5.        | 「風のストーリー」(A Story Of Wind)         |           | 寺井尚子               | 5:27 |
| 6.        | 「イン・ザ・ヴェルヴェット」(In The Velvet) | -         | 佐山雅弘               | 4:21 |
| 7.        | 「スペイン」(Spain)                         | -         | チック・コリア         | 6:51 |
| 8.        | 「ハッピー・バード」(Happy Bird)            | -         | 寺井尚子               | 3:28 |
| 9.        | 「ノヴェンバー」(November)                  | -         | 佐山雅弘               | 6:19 |
| 10.       | 「有明ドーン」(Ariake Dawn)                 | -         | 佐山雅弘               | 4:44 |
| 11.       | 「リベルタンゴ2015」(Libertango2015)        | -         | アストル・ピアソラ     | 4:57 |
| 12.       | 「シェナンドー」(Shenandoah)                | -         | 寺井尚子               | 4:21 |
| 合計時間: | 合計時間:                                   | 合計時間: | 66:51                  |      |

### 編曲
- 寺井尚子 - M1, 3, 4, 5, 7, 8, 11, 12
- 佐山雅弘 - M2, 3, 6, 9, 10

## スタッフ・クレジット

### 参加ミュージシャン
- 寺井尚子 - ヴァイオリン
- 佐山雅弘 - ピアノ
- 瀬田川貴 - アコースティックベース
- 荒山諒 - ドラムス
- 松岡Matzz高廣 (クオシモード) - パーカッション

### 制作クレジット
- プロデューサー - 寺井尚子、行方均
- エグゼクティブ・プロデューサー - 永田俊作
- レコーダィング＆ミキシング・エンジニア - 鈴木智雄(Tom Suzuki)
- マスタリング・エンジニア - 吉川昭仁
- 写真 - 富田眞光

## 受賞歴
- 第28回ミュージックペンクラブ音楽賞　ポピュラー部門音楽賞　録音録画作品賞 / 日本人アーティスト 受賞[2]

## リリース日一覧
| 地域 | リリース日    | レーベル                                 | 規格                   | カタログ番号   | 備考                                      |
| ---- | ------------- | ---------------------------------------- | ---------------------- | -------------- | ----------------------------------------- |
| 日本 | 2015年3月24日 | ユニバーサルミュージック                 | デジタル・ダウンロード | 00600406572042 | mora DSF 2.8MHz/1bit                      |
| 日本 | 2015年3月24日 | ユニバーサルミュージック                 | デジタル・ダウンロード | uml35002       | e-onkyo FLAC 96kHz/24bit, DSF 2.8MHz/1bit |
| 日本 | 2015年3月25日 | somethin'else (ユニバーサルミュージック) | 12cmCD                 | UCCQ-1035      | SHM-CD, DSD、SBM Direct                   |
| 日本 | 2015年3月25日 | somethin'else (ユニバーサルミュージック) | 12cmCD                 | UCGU-9058      | SA-CD, SHM-CD, DSD、SBM Direct            |
| 日本 | 2015年3月25日 | ユニバーサルミュージック                 | デジタル・ダウンロード | 973800230      | iTunes Store                              |
| 日本 | 2015年3月25日 | ユニバーサルミュージック                 | デジタル・ダウンロード | A1001834127    | レコチョク                                |
| 日本 | 2015年3月25日 | ユニバーサルミュージック                 | デジタル・ダウンロード | 8d6kgwzxwtkr   | MSN Music mp3                             |
| 日本 | 2015年3月25日 | ユニバーサルミュージック                 | デジタル・ダウンロード | 00600406571991 | mora AAC-LC 320kbps                       |
| 日本 | 2015年3月25日 | ユニバーサルミュージック                 | デジタル・ダウンロード | 00600406572035 | mora FLAC 96kHz/24bit                     |
| 日本 | 2015年6月26日 | ユニバーサルミュージック                 | デジタル・ダウンロード | 4076           | HD-music FLAC 96kHz/24bit                 |

## タイアップ
| トラック番号 | 曲名                 | タイアップ                            |
| 8            | 「ハッピー・バード」 | 金鳥 蚊取り線香 2015年 イメージソング |